# سينارة زخرفية
سينارة زخرفية (الاسم العلمي: Cinara picta) هي نوع من الحشرات تتبع جنس السينارة من فصيلة المنية.